# Alan Wilson (músico)
Alan Christie Wilson, más conocido como Alan «Blind Owl» (Búho Ciego) Wilson (Boston, Massachusetts, 4 de julio de 1943-Topanga, California, 3 de septiembre de 1970), fue un cantante y guitarrista estadounidense, fundador de la banda Canned Heat, en la que destacó por su talento para interpretar blues.

## Biografía
Alan Christie Wilson nació en Boston el 4 de julio de 1943. Conocido en el mundo artístico como "Blind Owl" (Búho Ciego). Sus padres eran John Christian Wilson (personalidad del mundo de la radio) y Shirley Brigham. Desarrolló un especial aprecio por los músicos afroamericanos (principalmente por el blues), que se tradujo en serios intentos por reactivar las carreras de algunos. En Woodstock, Alan cantó el tema 'Going Up the Country', que se convirtió en uno de los himnos no oficiales del festival y fue autor de la adaptación de otro de sus temas más conocidos, 'On the Road Again', una revisión de un tema de Floyd Jones de los años cincuenta. En ella Wilson utilizó un tanpura, dándole un efecto hipnótico y psicodélico.
Cofundador de la banda Canned Heat en 1965, el paso de Wilson por el mundo musical se tradujo en actuaciones en el Festival de Monterrey de 1967 y en el de Woodstock de 1969, convirtiéndolo en figura mítica de la música blues-rock.

## Muerte
El 3 de septiembre de 1970, Wilson fue encontrado muerto en la ladera de una colina detrás de la casa de Topanga Canyon de su compañero de banda Bob Hite; tenía 27 años (por lo cual es miembro del famoso club de los 27). Una autopsia identificó su forma y causa de muerte como intoxicación aguda accidental por barbitúricos. [16] Según los informes, Wilson había intentado suicidarse unos meses antes, al intentar sacar su coche de una autopista en Los Ángeles. Fue hospitalizado brevemente por una depresión significativa y fue dado de alta después de unas semanas. [17] Aunque su muerte a veces se informa como un suicidio, esto no está claramente establecido y no dejó ninguna nota. [18] La muerte de Wilson se produjo solo dos semanas antes de la muerte de Jimi Hendrix, cuatro semanas antes de la muerte de Janis Joplin y diez meses antes de la muerte de Jim Morrison, tres artistas que también murieron a la misma edad. Junto con su talento e intelecto, Wilson tenía una reputación de torpeza social e introversión, lo que puede haber sido un síntoma de su depresión.
Wilson era un conservacionista apasionado al que le encantaba leer libros sobre botánica y ecología. A menudo dormía al aire libre para estar más cerca de la naturaleza. En 1969, escribió y grabó una canción, "Poor Moon", que expresaba preocupación por la posible contaminación de la luna. Escribió un ensayo titulado 'Grim Harvest', sobre los bosques de secuoyas costeras de California, que se imprimió como notas de los álbumes Future Blues y Historical Figures y Ancient Heads de Canned Heat. Wilson estaba interesado en preservar el mundo natural, particularmente las secuoyas. Cuando murió, también lo hizo la organización Music Mountain a la que inicialmente se había dedicado a este propósito.[19] Para apoyar su sueño, la familia de Wilson compró un "nombre de arboleda" en su memoria a través de Save the Redwoods League of California. La Liga usaría el dinero donado para crear este monumento para apoyar la reforestación, la investigación, la educación y la adquisición de tierras de secuoyas tanto nuevas como antiguas. [20]
La canción de Stephen Stills "Blues Man" del álbum Manassas está dedicada a Wilson, junto con Jimi Hendrix y Duane Allman .

## Discografía
- Son House, Father of the Delta Blues: Las Sesiones Completas 1965, 1965
- John Fahey, Guitar Vol. 4: The Great San Bernadino Birthday Party, 1966
- Canned Heat, Vintage Heat Canned Heat, Janus Records (grabaciones), 1966
- Canned Heat, Canned Heat, Liberty Records (grabaciones), 1967
- Fred Neil, Fred Neil, Capitol Records, 1967
- Canned Heat, Boogie with Canned Heat, Liberty Records, 1968
- Canned Heat, Living the Blues, Liberty Records, 1968
- Canned Heat, Woodstock, Warner Bros. Records, 1969
- Canned Heat, Hallelujah, Liberty Records, 1969
- Sunnyland Slim, Slim's Got His Thing Going On, World Pacific Records, 1969
- Canned Heat, Cookbook: Their Greatest Hits, 1970
- Canned Heat, Live at the Kaleidoscope 1969 (concierto en Topanga Corral), Wand Records, 1971
- Canned Heat, Future Blues, Liberty Records, 1970
- Canned Heat, Live '70 Concert in Europe, 1970
- Son House, John The Revelator: Las Sesiones en Londres, Vequel Records, 1970
- Canned Heat con John Lee Hooker, Hooker 'N' Heat, Liberty Records, 1971
- John Fahey, Old Girlfriends and Other Horrible Memories, Takoma Records, 1992
- Canned Heat, The Boogie Hosue Tapes Vol.I and II.